# العمل (1957)
العمل صحيفة أسبوعية تصدر من عدن. العمل إحدى إصدارات مؤتمر عدن للنقابات. السلطات لم تسمح سوى بطبع 1500 نسخة أسبوعيا. كان شعار الصحيفة هو الحرية، الخبز، والسلام. بعد عام من وجودها تولى رئاسة تحريرها شخص ينتمي إلى حزب البعث. تم حظر الصحيفة بسبب إثارة العمال لتشكيل جبهة معارضة.